# Consuelo Ordóñez
Consuelo Ordóñez Fenollar (Caracas, 28 de diciembre de 1959) es una activista y abogada española que ha dedicado gran parte de su vida a luchar contra la organización terrorista ETA, que mató a su hermano y la amenazó de muerte durante años, de la mano del movimiento asociativo. Actualmente, preside el Colectivo de Víctimas del Terrorismo (COVITE).

## Biografía
Nació el 28 de diciembre de 1959 en Caracas (Venezuela), hija de españoles. Su padre era Gregorio Ordóñez Millán, de Cutanda, y su madre Consuelo Fenollar Bataller, de Terrateig. Su abuelo materno era tratante y fue asesinado por los republicanos el 27 de agosto de 1936, cuando vivía en Gandía. Cuando tenía apenas seis años su familia regresó a España, para vivir en San Sebastián con sus padres y su hermano Gregorio Ordóñez. Allí cursó sus primeros estudios en el Colegio Mary Ward de la capital donostiarra. Posteriormente, se licenció en Derecho en la Universidad del País Vasco (UPV) y comenzó a trabajar como secretaria judicial y oficial de la administración de Justicia en enclaves como Hernani, Lasarte o Éibar. Tras unos años, se colegió como procuradora y desempeñó dicha labor primero en Vergara y posteriormente en Tolosa, donde estuvo hasta noviembre de 2003, momento en que tuvo que exiliarse del País Vasco tras una llamada del ministro del Interior Ángel Acebes, quien la alertó de que su vida corría un grave peligro por el alto riesgo de atentado de ETA contra ella.
Su trayectoria vital ha estado marcada por el atentado que ETA perpetró contra su hermano Gregorio en San Sebastián el 23 de enero de 1995, cuando lo asesinaron mientras comía en un restaurante. Desde ese momento, se inicia en el mundo del activismo contra ETA y su entorno, participando en concentraciones silenciosas contra asesinatos y secuestros de la banda. Ello le acarrea una primera agresión en 1995, cuando durante una de esas concentraciones algunos simpatizantes de la banda terrorista la apedrearon mientras se manifestaba en silencio contra la organización terrorista
En 1999 participó en la fundación de la plataforma ¡Basta Ya! junto con, entre otros, Joseba Pagazaurtundua (asesinado por ETA en el 2003), Maite Pagazaurtundua, Mikel Azurmendi, Agustín Ibarrola, María San Gil, Rosa Díez y Fernando Savater, que pasan a ser objetivos de ETA. Actualmente, es la presidenta del Colectivo de Víctimas del Terrorismo (COVITE), organización que fundó en 1998 junto con otros damnificados por el terrorismo para vehicular un apoyo a las familias de las víctimas, inexistente en aquel entonces en el País Vasco. 
Siempre contraria a que los diferentes Gobiernos de España otorguen concesiones a ETA, se ha mostrado crítica con la política antiterrorista emprendida por el gobierno de José Luis Rodríguez Zapatero (PSOE) y por el Gobierno de Mariano Rajoy (PP) mostrando sus reticencias hacia los contactos del PSOE con Batasuna y hacia la tibieza del PP con el mundo de la izquierda abertzale desde que ETA decretó su "alto el fuego definitivo" en octubre de 2010.
En junio de 2012 se reunió en la cárcel de Álava con el etarra Valentín Lasarte, uno de los responsables del asesinato de su hermano, para reclamarle que colaborase con las autoridades en el esclarecimiento de los cerca de 400 asesinatos de ETA no resueltos.
El 15 de marzo de 2014, se trasladó, junto con otras dos miembros de COVITE, hasta la localidad navarra de Alsasua, donde 150 huidos de ETA se habían reunido para escenificar su regreso al País Vasco y pedir "protagonismo" en el "proceso de paz". Allí les pidió que colaborasen con las autoridades en el esclarecimiento de crímenes y que condenasen el terrorismo de ETA